# Щереж
Щереж (пол. Szczereż) — село в Польщі, у гміні Лонцько Новосондецького повіту Малопольського воєводства.
Населення — 516 осіб (2011).
У 1975-1998 роках село належало до Новосондецького воєводства.

## Демографія
Демографічна структура станом на 31 березня 2011 року:
|          | Загалом | Допрацездатний вік | Працездатний вік | Постпрацездатний вік |
| -------- | ------- | ------------------ | ---------------- | -------------------- |
| Чоловіки | 274     | 76                 | 173              | 25                   |
| Жінки    | 242     | 56                 | 141              | 45                   |
| Разом    | 516     | 132                | 314              | 70                   |